# Pamiers
Pamiers je francouzské město v departementu Ariège v regionu Midi-Pyrénées. V roce 2009 zde žilo 15 383 obyvatel. Je centrem arrondissementu Pamiers.